# Radcliffea smithii
Radcliffea es un género monotípico de plantas perteneciente a la familia  Euphorbiaceae. Su única especie: Radcliffea smithii es originaria de Madagascar.  

## Descripción
Es un arbusto o pequeño árbol que se encuentra en los bosques secos de Madagascar en las laderas rocosas de los inselberg en la provincia de  Mahajanga.

## Taxonomía
Radcliffea smithii fue descrito por Petra Hoffm. & K.Wurdack y publicado en Kew Bulletin 61(2): 194–197, f. 1, 2. 2006.